# Estadio Ahmed Zabana
El Estadio Ahmed Zabana (en árabe: ملعب أحمد زبانة) es un estadio multipropósito ubicado en Orán, la segunda ciudad de Argelia, posee una capacidad para 40 000 espectadores y es el estadio del club Mouloudia Club d'Oran que disputa el Championnat National de Première Division.